# Hào môn dạ yến
Hào môn dạ yến (The banquet / Party of a Wealthy Family) (豪門夜宴) là bộ phim hài quy tụ nhiều diễn viên, ca sĩ nổi tiếng nhất thời bấy giờ (đầu thập niên 90) của lịch sử điện ảnh Hồng Kông, nhằm mục đích từ thiện. Khán giả có thể đếm đến hơn 100 gương mặt nổi tiếng trong ngành giải trí Hồng Kông tham gia bộ phim này. Bộ phim thực hiện năm 1991 nhằm gây quỹ từ thiện cứu trợ nạn nhân của nạn ngập sông Trường Giang (長江) hồi tháng 7 cùng năm, giết hơn 1.700 người và gây thiệt hại vật chất khủng khiếp
Thành phần diễn viên có cả sự tham gia của 2 đạo diễn nổi tiếng: Đỗ Kì Phong (杜琪峯) và Ngô Vũ Sâm (吳宇森) và nhà soạn nhạc lừng danh: Hoàng Tiêm (黃霑)

## Nội dung
Tăng Tiểu Trí nằm mơ giữa ban ngày mình là người đẹp trai lịch thiệp, giàu có, mở một bữa tiệc mời hết tất cả những ca sĩ, diễn viên đến tham dự...

## Danh sách diễn viên tham gia (tiêu biểu)
- Tằng Chí Vĩ - vai Tằng Tiểu Trí (vai chính)
- Trương Quốc Vinh - vai Tằng Tiểu Trí tưởng tượng (Tằng nằm mơ thấy mình đẹp trai như Trương Quốc Vinh)
- Quách Phú Thành - vai em ruột tưởng tượng của Tằng Tiểu Trí
- Mai Diễm Phương - vai diễn viên đến dự tiệc trong giấc mộng của Tằng Tiểu Trí
- Trương Mạn Ngọc - vai diễn viên đến dự tiệc trong giấc mộng của Tằng Tiểu Trí
- Củng Lợi - vai diễn viên đến dự tiệc trong giấc mộng của Tằng Tiểu Trí
- Châu Tinh Trì - vai diễn viên đến dự tiệc trong giấc mộng của Tằng Tiểu Trí
- Diệp Trịnh Văn - vai diễn viên đến dự tiệc trong giấc mộng của Tằng Tiểu Trí
- Trịnh Du Linh - vai Mimi (vợ Tằng Tiểu Trí)
- Quan Chi Lâm - vai A Chi (em Tằng Tiểu Trí)
- Lương Gia Huy - vai chồng A Chi (A Huy)
- Lương Triều Vĩ - vai đàn em của Tằng Tiểu Trí
- Hồng Kim Bảo - vai đại ca Hồng Thái Bảo
- Trương Học Hữu - vai Trương A Dậu
- Vương Tổ Hiền - vai vợ Trương A Dậu
- Lưu Gia Lương - vai chú Chín (thầy dạy múa kiếm)
- Lê Minh - vai đầu bếp
- Ngô Mạnh Đạt - vai phụ bếp
- Ngô Quân Như - vai nữ hầu bàn
- Địch Long - vai bồi bàn
- Thẩm Điện Hạ - vai Lydia Sham
- Lâm Tử Tường - vai hoàng tử Alibaba
- Đàm Vịnh Luân - vai hoàng tử Alibaba trong trí tưởng tượng của Tằng Tiểu Trí
- Nhậm Đạt Hoa - vai trai bao
- Trần Ngọc Liên - vai Đổng Kỳ
- Lưu Đức Hoa - vai phát thanh viên trên TV
- Lý Gia Hân - vai Gia Hân Lý
- Lý Chí Hùng - vai cảnh sát (???)
- Diệp Mẫn Nghi - vai bán hàng rong (???)
- Lưu Khả Dinh - vai người tập thể dục hạy bộ (???)
- Ngô Vũ Sâm - vai khách dự buổi tiệc thật
- Đỗ Kì Phong - vai khách dự buổi tiệc thật
- Lưu Gia Linh - vai khách dự buổi tiệc thật
- Khương Đại Vệ - vai khách dự buổi tiệc thật
- Lương Gia Nhân - vai khách dự buổi tiệc thật
- Maria Cordero - vai khách dự buổi tiệc thật
- Ban nhạc Thảo Manh - vai 3 người đến khách dự buổi tiệc thật
- Ban nhạc Beyond - vai ban nhạc trong buổi tiệc

## Doanh thu phòng vé
Bộ phim đoạt doanh thu về hơn $21,92 triệu Hồng Kông